# Devlet Bahçeli

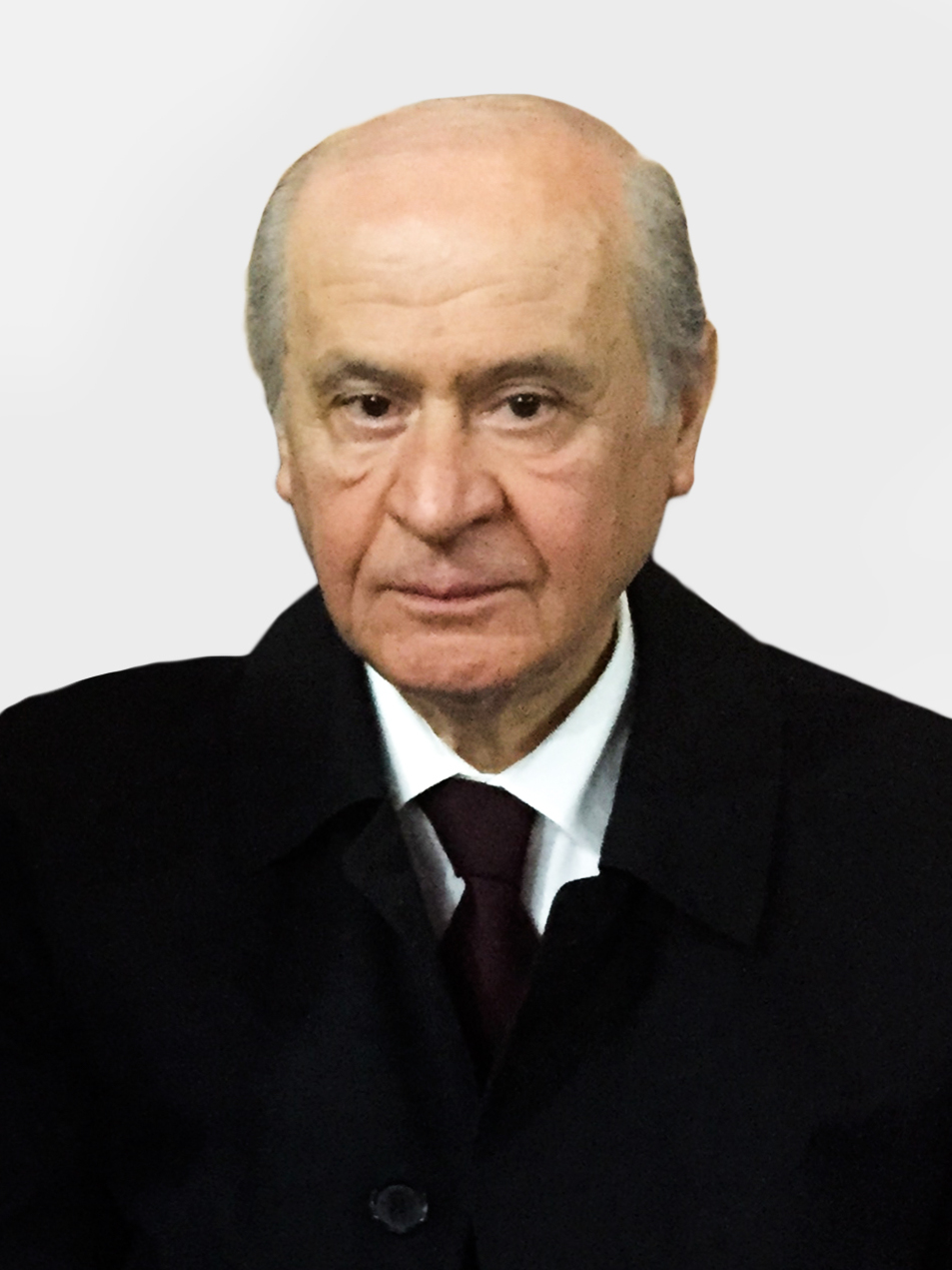
Devlet Bahçeli (2015)

Devlet Bahçeli (* 1. Januar 1948 in Osmaniye) ist ein rechtsextremer türkischer Politiker. Er ist Vorsitzender der Partei der Nationalistischen Bewegung (MHP).

## Persönliches und Ausbildung
Devlet Bahçeli wurde 1948 in Osmaniye geboren, wo er auch die Grundschule besuchte. Die weiterführende Schule besuchte er in Istanbul, seine Hochschulausbildung erfolgte an der wirtschaftswissenschaftlichen Akademie in Ankara. Er promovierte an der Gazi-Universität in Ankara. Während seiner Studienzeit war er Mitglied in verschiedenen „Idealistenvereinen“ der nationalistischen und rechtsextremen „Grauen Wölfe“.
Bahçeli ist nicht verheiratet und hat keine Kinder.

## Politik
1987 wurde er Mitglied im Vorstand der „Partei der Nationalistischen Arbeit“ (MÇP), der Nachfolgepartei und später erneut umbenannten MHP. 1997 übernahm er nach dem Tod des Parteigründers Alparslan Türkeş den Parteivorsitz. Von 1999 bis 2002 war er in mehreren Koalitionsregierungen mit der Demokratischen Linkspartei und der Mutterlandspartei stellvertretender Ministerpräsident der Türkei.
Wegen chronischer Erfolglosigkeit wollten Parteimitglieder der MHP den 68-jährigen Bahçeli im Sommer 2016 stürzen. Es stand die Nachfolgerin Meral Akşener bereit, die die MHP zur Alternative für AKP-Wähler hätte machen können. Die türkische Justiz verhinderte, dass es zu Neuwahlen in der MHP über die Abwahl Bahçelis kam. Kompromittierendes Material gegen die Revoluzzer wurde zusammengetragen. Im September 2017 wurde Meral Aksener von der MHP ausgeschlossen. Als Folge dessen gründete Letztere die İyi Parti (İYİ).
Im März 2018 wurde er zum neunten Mal als Vorsitzender der MHP gewählt.
Am 17. April 2018 forderte Bahçeli vorgezogene Neuwahlen. Die Regierung signalisierte daraufhin Gesprächsbereitschaft, und rief am 18. April Neuwahlen für den 24. Juni 2018 aus. Am 20. April stimmte das Parlament für die Durchführung der Wahlen am 24. Juni 2018.

## Weltbild
Grundlage und Ausgangspunkt des Denkens Devlet Bahçelis ist der Nationalismus. Zentrale Begriffe dabei sind die nationale Einheit (birlik) und Integrität (bütünlük). Bahçelis Rhetorik richtet sich gegen alle, die als Gefahr für die nationalen Werte empfunden werden: die politischen Gegner, die Regierung (bis 2016), die EU, die Gülen-Bewegung und vor allem die Untergrundorganisation Arbeiterpartei Kurdistans (PKK). Häufig werden aber auch nicht näher bestimmte Machtzentren (güç odakları) attackiert, die laut Bahçeli der Türkei von innen und außen schaden und sie seiner Meinung nach zu einem Satellitenstaat degradieren wollten.